# 앤서니 헤드
앤서니 헤드(Anthony Head, 1954년 2월 20일 ~ )는 잉글랜드의 배우이다.

## 출연 작품
- 내 어깨 위 고양이, 밥